# Haplostegus
Haplostegus – rodzaj błonkówek z rodziny Pergidae.

## Zasięg występowania
Przedstawiciele tego rodzaju występują w Krainie Neotropikalnej od Meksyku na płn. po Argentynę i Chile na płd.

## Systematyka
Do  Haplostegus zaliczanych jest 16 gatunków:
- Haplostegus bicoloripes
- Haplostegus cataphractus
- Haplostegus clitellarius
- Haplostegus discalis
- Haplostegus dorius
- Haplostegus epimelas
- Haplostegus humeralis
- Haplostegus luteolus
- Haplostegus mexicanus
- Haplostegus nigricrus
- Haplostegus ruficollis
- Haplostegus rufithorax
- Haplostegus scutater
- Haplostegus subclavatus
- Haplostegus tuvius
- Haplostegus wygodzinskyi